# Železniška postaja Most na Soči
Železniška postaja Most na Soči je ena izmed železniških postaj v Sloveniji, ki oskrbuje bližnje naselje Most na Soči. Nahaja se v naselju Postaja, ki je pribl. 2 km oddaljeno od Mosta na Soči.